# Dácil
Dácil o Dacila  es el nombre de una aborigen guanche de la isla de Tenerife, en el archipiélago de Canarias, conocida por ser la hija del rey o mencey Bencomo durante los hechos de la conquista europea de la isla en el siglo XV.
Se trata de una de las protagonistas del poema épico Antigüedades de las Islas Afortunadas de Antonio de Viana, publicado en 1604, estando considerada por los historiadores modernos como un personaje ficticio. Para el historiador José Antonio Cebrián Latasa, Viana pudo inspirarse en Francisca de Tacoronte, personaje real que fue guanche y esposa del conquistador Gonzalo del Castillo.
El filólogo Ignacio Reyes traduce el nombre de Dácil como 'huella, paso'.

## Biografía

### Familia
Pocos datos fiables se conocen acerca de Dácil. Así, la fecha y lugar exactos del nacimiento y muerte de la princesa son desconocidos. Si bien, el historiador Juan Bethencourt Alfonso y el intelectual Elías González Espínola coinciden en el hecho de que Dácil era  hija de Bencomo y que tuvo al menos una hermana, María.
En relaciones genealógicas del siglo XIX aparece que Dácil fue la primera esposa del mencey Adjoña de Abona, y que tomó el nombre cristiano de Mencía Bencomo. De esta unión nacerían cuatro niños, una de los cuales, Catalina Bencomo, se casó con el capitán de caballería Gonzalo del Castillo. Así, sería Catalina Bencomo y no Dácil, la persona en la que se habría inspirado Viana para el personaje de su poema. Catalina Bencomo, luego de su boda, sería apellidada Izquierdo del Castillo. Sus otros hijos fueron Juan, Elvira y María.

### Poema de Viana

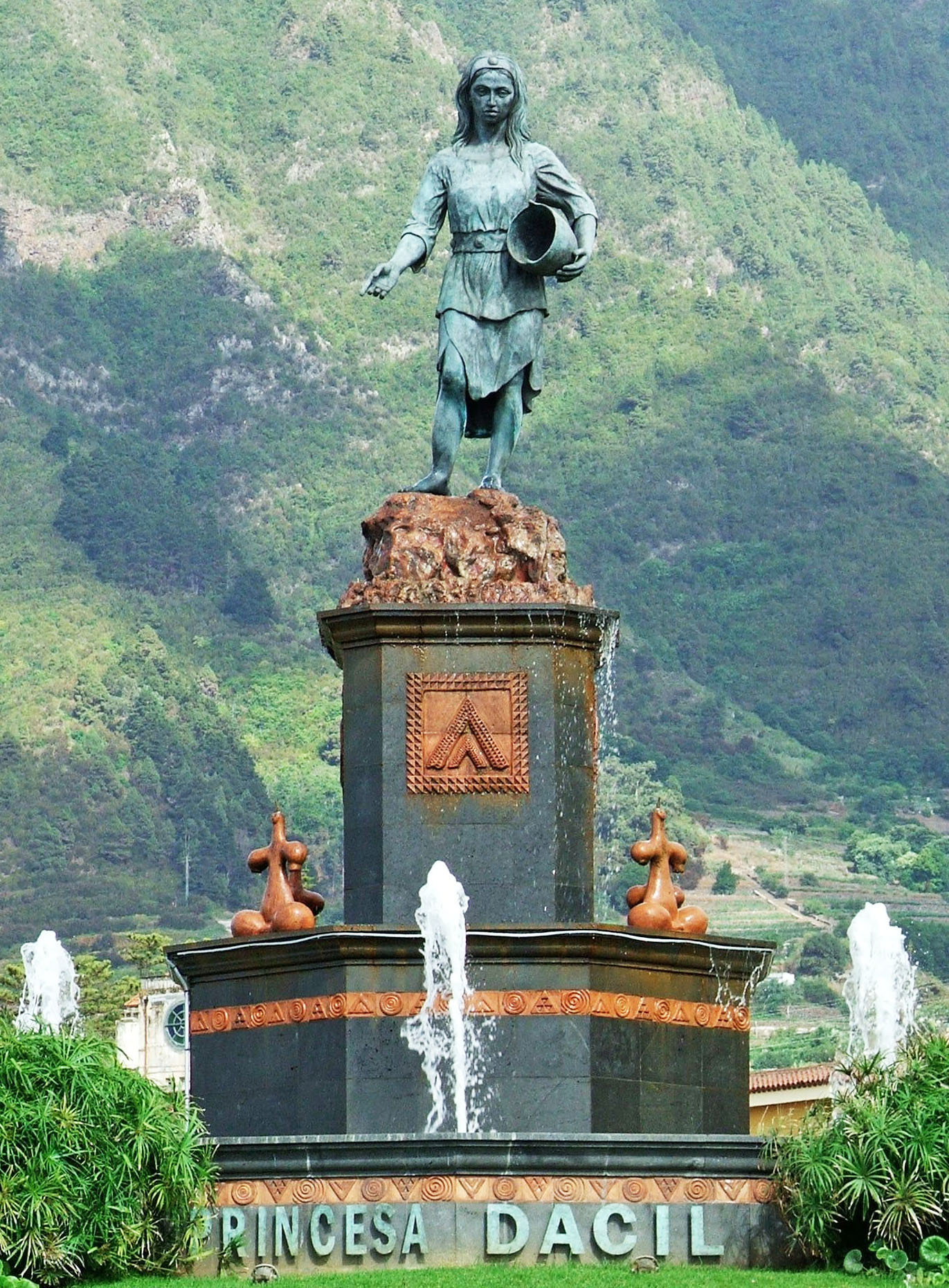
Estatua de Dácil en La Orotava.

Viana representa a Dácil como una mujer rubia y de ojos verdes que era considerada muy bella, siendo admirada por ello en toda la isla. A la llegada de los castellanos, Dácil estaba prometida a Duriman el Montañés. Sin embargo, el capitán de caballería Gonzalo del Castillo (a quien Viana denomina erróneamente como Fernán García del Castillo), se enamoró de ella. El oficial castellano fue hecho prisionero y puesto bajo el cuidado de la princesa para que ella pudiera sanar sus heridas, sufridas en batalla de Aguere. Según varios historiadores, Del Castillo fue un diplomático que dio algunos servicios tanto a los guanches como a los españoles, por lo que era bien considerado por ambos bandos y fue honrado con algunas estimaciones por el Rey de Taoro. Ambos hablaron y se enamoraron en este momento. Sin embargo, los rumores de que ellos habían hablado a solas, una práctica prohibida por la ley guanche, se extendió rápidamente. Duriman, que se sentía rechazado por la princesa, pidió que se formara el Consejo, el cual fue presidido por Bencomo y el gran sacerdote. Tras explicarles que Dácil había hablado a solas con un hombre que era, además, un castellano, y por tanto enemigo de su tierra y de su gente, Bencomo se vio obligado a encarcelarla para cumplir con la ley. Así, ella fue encarcelada durante varios meses. Sin embargo, más tarde, ella fue puesta en libertad gracias a unos testigos que pudieron engañar al rey de que los amantes nunca estuvieron a solas porque alguien estuvo con ellos. La princesa se casó con el conquistador en la Iglesia de la Concepción de Los Realejos. Luego fue bautizada como Catalina García Izquierdo o del Castillo. Tuvieron cuatro hijos: Diego, Luis, Pedro y María García Izquierdo. Viana no menciona el lugar ni la fecha en que ella murió.